# Jaroslav Hruška (sochař)
Jaroslav Hruška (9. května 1890 Plzeň – 4. července 1954 Plzeň) byl český sochař.

## Život
V letech 1907 až 1910 studoval na odborné škole keramické v Bechyni. Poté studoval u Stanislava Suchardy, Celdy Kloučka a Otakara Španiela na Umělecko-průmyslové škole v Praze (1910–1918). V letech 1918 až 1920 studoval na Akademii výtvarných umění v Praze. V letech 1920 až 1926 působil v Paříži. Od roku 1933 pracoval jako konzervátor městského muzea v Praze.

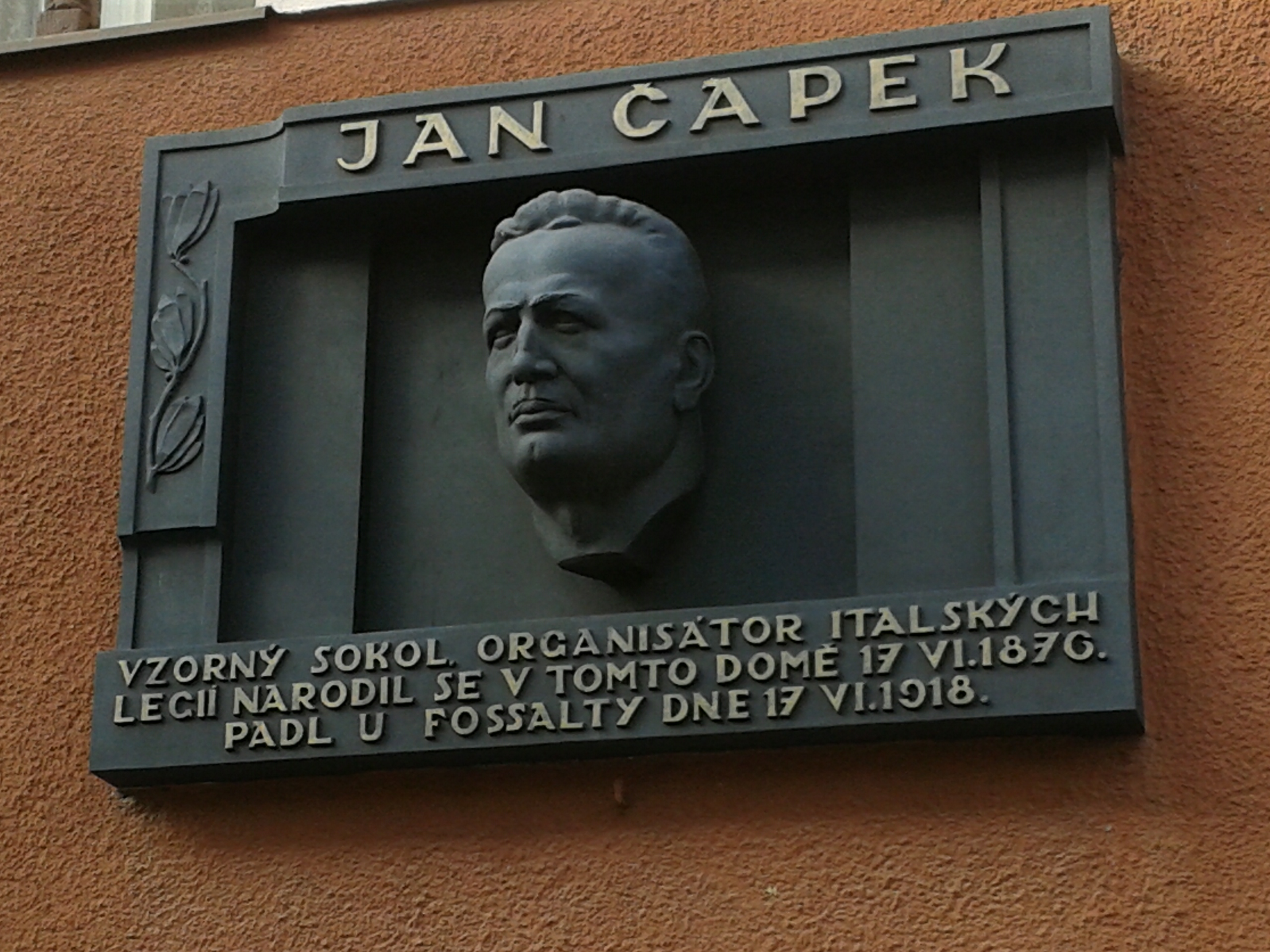
Pamětní deska československému legionáři Janu Čapkovi (tvůrce: Jaroslav Hruška)

## Dílo
- mramorová pamětní deska Ernesta Denise v Paříži
- bronzové poprsí architekta Josepha Sansbouefa (1924)
- bronzové poprsí Louise Légera (pro Collège de France)
- pomník československých legionářů v La Targette u Arrasu (1925), pomník byl během 2. světové války zničen
- podle kresby (návrhu) pomníku československých legionářů od Jaroslava Hrušky byly za autorské spoluúčasti grafika a rytce Karla Seizingera vydány dvě československé poštovní známky(1935)
- pamětní deska československému legionáři Janu Čapkovi na domě Čapkova 176/5, 140 00 Praha 4 - Michle (1926)
- spoluautorství původního památníku národního osvobození v Plzni (1928), autor původní sochy T.G.Masaryka[1][4]
- busta Vendelína Budila[5]
- alegorické sochy průmyslu a zemědělství na budově Krajského úřadu v Plzni[1]